# Alexander Garden
Alexander Garden   (Aberdeenshire, 1730 - Londres, 15 d'abril de 1791) va ser un metge, botànic i zoòleg escocès. El nom de la flor gardènia deriva del sei cognom. Va viure molts anys a Charleston, South Carolina i envià espècimens a Carl von Linné.
Garden nasqué a Birse, Aberdeenshire, estudià medicina al Marischal College i es va interessar en la història natural, va continuar els seus estudis de medicina a la Universitat d'Edinburgh. Un dels seus professors va ser Charles Alston, el botànic del Rei i mantenidor del Garden at Holyrood on es cultivaven plantes medicinals.
El jove garden va arribar a Carolina del Sud l'abril de 1752 i va començar a treballar a Prince William Parish.

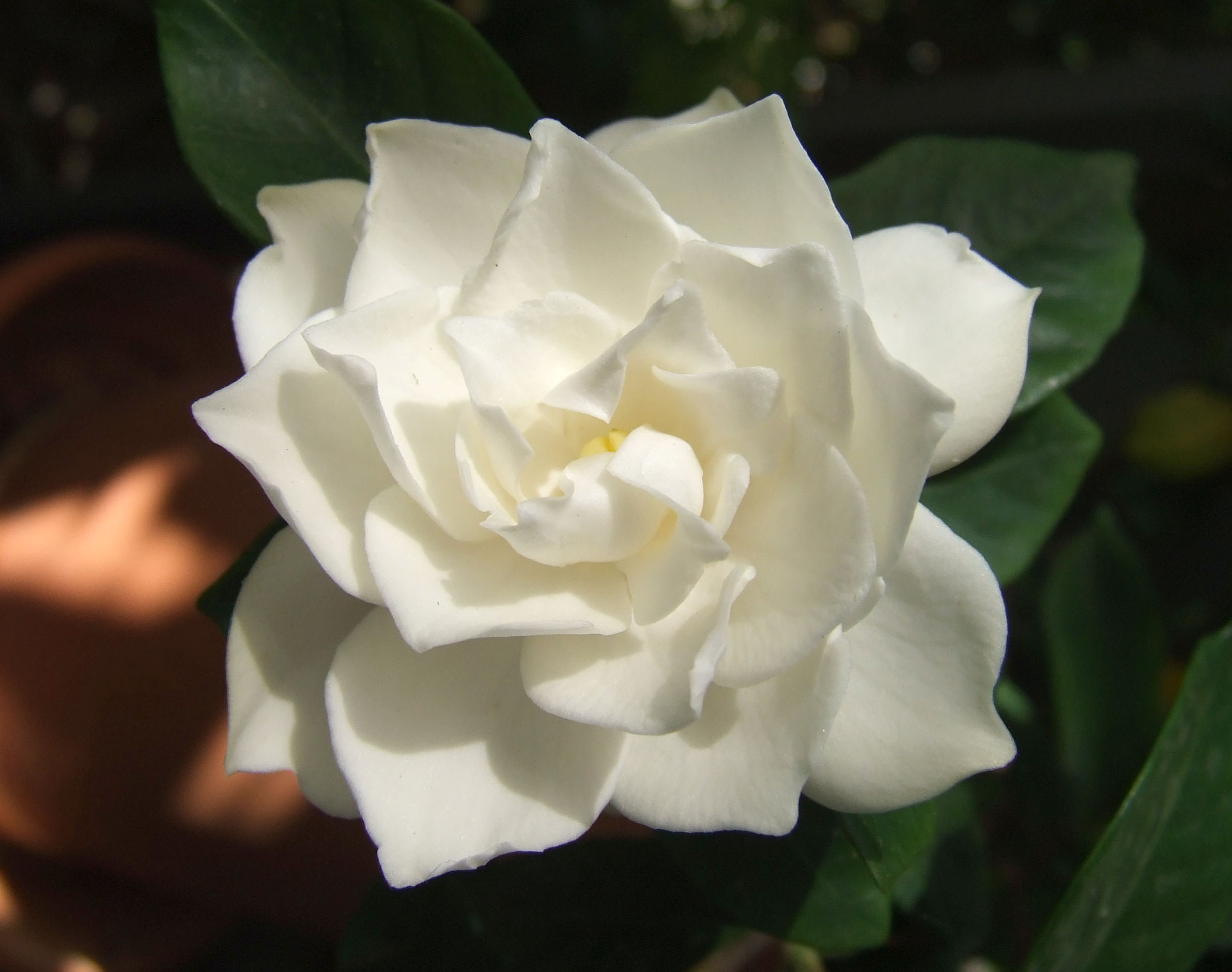
Flor de gardènia

Garden va practicar la medicina i va estudiar al flora i la fauna i la va enviar al naturalista o John Ellis a Londres, i a Carl von Linné a Suècia. Garden va ser membre de diverses societats científiques importants.
Va enviar espècimens Magnolia i de Gordonia a Londres i va escriure descripcions sobre els gèneres Stillingia i Fothergilla
En zoologia va descriure la "iguana del fang" (Sirena lacertina). Un d'aquests exemplars encara es troba al Natural History Museum de Londres, dins una gerra. Va escriure un assaig sobre la planta medicinal Spigelia marilandica,
Durant la Guerra d'Independència dels Estats Units va romandre en el costat britànic. Dos anys més tard va ser obligat a abandonar Carolina del Sud i el 1783 ja vivia a Ciutat de Westminster, Londres. Va esdevenir vicepresident de la Royal Society.
Morí per la tuberculosi a Cecil Street, Londres, el 15 d'abril de 1791.